# 夹谷谢奴
夹谷谢奴，金朝将领，女真族。夹谷（加古）氏，隆州（今吉林农安县）纳鲁悔河人。骠骑上将军夹谷阿海之孙，曷懒路都统夹谷不剌速长子。
夹谷谢奴身长多髯，善于骑射，通晓女真文、契丹文及汉文。随父亲拜见完颜阿骨打，总领左翼护卫。从攻西京（今大同市），破辽朝援军，攻克大同府城。自燕京（今北京市）还师时，在隘口遇辽军，身先士卒，击溃敌众，破敌于判泥恩纳阿，受赏赐。后领其父猛安，出仙人关，参与和尚原之战（和尚原在今陕西宝鸡市西南），击败宋将吴玠。以前后之功，承袭其父猛安谋克。完颜宗弼再取河南、陕西，宋兵想要袭取石闰诸营，夹谷谢奴在渭南大禹镇埋伏重兵，射中宋军统帅，击败宋军，所获旗帜兵仗甚多。改任华州防御使。入朝为工部侍郎，进升为工部尚书。后改为平凉尹、昭义军节度使。金世宗大定初年去世。其子夹谷查剌。